# Anita Molinero
Pour les articles homonymes, voir Molinero.
Anita Molinero, née à Floirac (Gironde) en 1953, est une sculptrice française.

## Biographie
Fille d'un anarchiste espagnol et d'une française, issue de l’école supérieure des Beaux-Arts de Marseille, Anita Molinero a longtemps utilisé les objets et matériaux issus de décharge et le plastique. Durant ses années punk, elle collectionne ces objets trouvés et les expose dans leur pauvreté brute.
Son rapport à la sculpture est physique. Elle transforme, découpe à la scie sauteuse, « brutalise » par le feu, par la force, par la peinture la matière pour faire émerger une œuvre chaotique, exubérante et instable,.
Anita Molinero est à l'opposé de la sculpture conceptuelle qui délègue la fabrication.
Elle participe en 2009 à La Force de l'Art no 2, triennale d'art présentée dans la nef du Grand Palais. En 2012, elle est choisie pour créer la station de la porte de la Villette sur la ligne 3b du tramway d'Île-de-France. Vivant et travaillant à Paris et Marseille, elle est professeur de sculpture à l'école supérieure d'art et de design Marseille-Méditerranée, ex-école supérieure des Beaux-Arts de Marseille.

## Expositions personnelles (sélection)
- 2022, Anita Molinero, Extrudia, Musée d'art Moderne de Paris
- 2021, Assis, debout, couché, Mamco
- 2019, L'Îlot rouge, Musée des beaux-arts de La Chaux-de-Fonds
- 2017, Des ongles noirs sous le vernis, Musée Sainte-Croix, Les Sables-d'Olonne,
- 2017, La grosse bleue, Galerie Thomas Bernard Cortex Athletico, Paris[6]
- 2014, Oreo, Le Consortium, Dijon
- 2013, Hallali, Galerie Journiac, Paris
- 2012, La fiancée du pirate, Galerie Gutharc, Paris
- 2012, Prequel, Mamco Genève, Suisse
- 2011, Galerie Édouard Manet, Gennevilliers
- 2009, Ultime Caillou, FRAC Alsace, France
- 2009, En souvenir de vaux et petit, Longepierre, France
- 2009, Anita Molinero, Galerie Alain Gutharc, France
- 2006, Extrusoït, Mamco Genève, Suisse

## Distinctions
- Officière de l'ordre des Arts et des Lettres
- Chevalière de l'ordre national du Mérite